# Beaumont (Yonne)
Beaumont é uma comuna francesa na região administrativa de Borgonha-Franco-Condado, no departamento de Yonne. Estende-se por uma área de 6,55 km². Em 2010 a comuna tinha 649 habitantes (densidade: 99,1 hab./km²).